# Черменате
Черменате (італ. Cermenate) — муніципалітет в Італії, у регіоні Ломбардія, провінція Комо.
Черменате розташоване на відстані близько 510 км на північний захід від Рима, 28 км на північ від Мілана, 13 км на південь від Комо.
Населення — 9245 осіб (2014).

## Демографія
Населення за роками:

Станом на 1 січня 2023 року в муніципалітеті офіційно проживали 563 іноземці з 52 країн, серед них 129 громадян країн Євросоюзу та 49 громадян України.

## Сусідні муніципалітети
- Бреньяно
- Канту
- Каримате
- Лаццате
- Лентате-суль-Севезо
- Вертемате-кон-Мінопріо